# Matiloxis guianalis
Matiloxis guianalis là một loài bướm đêm trong họ Noctuidae.